# Подолињец
Подолињец (слч. Podolínec, мађ. Podolin, пољ. Podoliniec) град је у Словачкој, који се налази у оквиру Прешовског краја, где је у саставу округа Стара Љубовња.

## Географија
Подолињец је смештен у северном делу државе, близу државне границе са Пољском - 13 километара северно од града. Главни град државе, Братислава, налази се 370 километара југозападно од града.
Рељеф: Подолињец се развио у долини реке Попрад, подно Татри. Град је положен на приближно 570 метара надморске висине.
Клима: Клима у Подолињецу је оштрији облик умерено континенталне климе због знатне надморске висине.
Воде: Кроз Подолињец протиче река Попрад горњим делом свог тока. Град лежи на њеној левој (западној) обали.

## Историја
Људска насеља на овом простору везују се још за време праисторије. Први помен града је из 1235. године. 1412. године насеље је добило градска права. Следећих векова Подолињец је обласно трговиште на северу Угарске.
Крајем 1918. Подолињец је постао део новоосноване Чехословачке. У време комунизма град је нагло индустријализован, па је дошло до наглог повећања становништва. После осамостаљења Словачке град је постао њено општинско средиште, али је дошло до привредних тешкоћа у време транзиције.

## Становништво
| Година:    | 1994. | 2004.   | 2014.   | 2024.   |
| ---------- | ----- | ------- | ------- | ------- |
| Број људи: | 3114  | 3172    | 3202    | 3048    |
| Разлика:   |       | +1,86 % | +0,94 % | -4,80 % |

| Година:    | 2023. | 2024.   |
| ---------- | ----- | ------- |
| Број људи: | 3055  | 3048    |
| Разлика:   |       | -0,22 % |

Данас Подолињец има око 3.100 становника и последњих година број становника стагнира.
Етнички састав: По попису из 2021. састав је следећи:
- Словаци - 91,1%,
- Роми - 1,5%,
- остали.

Верски састав: По попису из 2021. састав је следећи:
- римокатолици - 79,5%,
- гркокатолици - 3,1%,
- лутерани - 1,6%,
- атеисти - 6,6%,
- остали.[5]

## Галерија
- Црква Узнесења Блажене дјевице Марије
- Звоник
- Манастир и црква Светог Станислава
- Главни градски трг
- Бедем